# Истари
Истарите са герои на Джон Роналд Руел Толкин от неговия цикъл творби за Средната земя. Хората в книгите от този цикъл ги наричат още вълшебници. Те са част от Маярите, които от своя страна са част от Айнурите. Пристигат на Арда през Третата епоха. Членове са на т.нар. орден на Истарите, изпратен от Валарите - повелителите на света, за да помогне на свободните народи на Средната земя в борбата им срещу Саурон.
Орденът на Истарите се състои от петима магьосници:
- Курумо, наричан от елфите Курунир, а от хората - Саруман. Цветът му е бялото; наричан затова още Саруман Белия. Глава на ордена на Истарите. След предателството си изгубва своя цвят и членството си в ордена.
- Олорин, наричан от елфите Митрандир, а от хората - Гандалф. Цветът му е сивото, и го наричат Гандалф Сивия. След предателството на Саруман става Гандалф Белия, и поема ръководството на ордена на Истарите.
- Айвендил, наричан също Радагаст – Кафявия.
- Алатар и Паландо – известни още като Сините магьосници.

Въпреки че всички от ордена на Истарите пристигат на Средната земя, за да помагат в борбата срещу Саурон, само един от тях остава верен на задачата си докрай – Гандалф. Той е и единственият, който успява, и е приет обратно в Земята на боговете – Аман.
Саруман предава ордена и задачата си, и се присъединява към врага Саурон. След като собственият му слуга го убива, Аман отказва да приеме духа му обратно.
Радагаст остава верен на Валарите, но дотолкова се увлича по красотата, растенията и животните на Средната земя, че почти изоставя задачата си – предполага се, че единствената му помощ за нея е може би изпращането на Големите орли в някои критични моменти. По-нататъшната му съдба е неизвестна; предполага се, че след дълго изкупление вероятно все пак е бил допуснат обратно на Аман.
Съдбата на Сините магьосници е неизвестна, освен че след пристигането си на Средната земя те са отишли на изток. В интервю Толкин споменава, че те най-вероятно също са се провалили, и са станали ръководители на черни магически култове.